# Aulattivik, Nunavut (Pond Inlet)
Aulattivik, tidigare benämnd Curry Island, är en ö i Kanada.   Den ligger i territoriet Nunavut, i den nordöstra delen av landet, 3 000 km norr om huvudstaden Ottawa. Arean är 65 kvadratkilometer.
Terrängen på Aulattivik är lite bergig. Öns högsta punkt är 912 meter över havet. Den sträcker sig 13,1 kilometer i nord-sydlig riktning, och 8,4 kilometer i öst-västlig riktning.
Trakten runt Aulattivik består i huvudsak av gräsmarker. Trakten runt Aulattivik är nära nog obefolkad, med mindre än två invånare per kvadratkilometer.